# Ekely

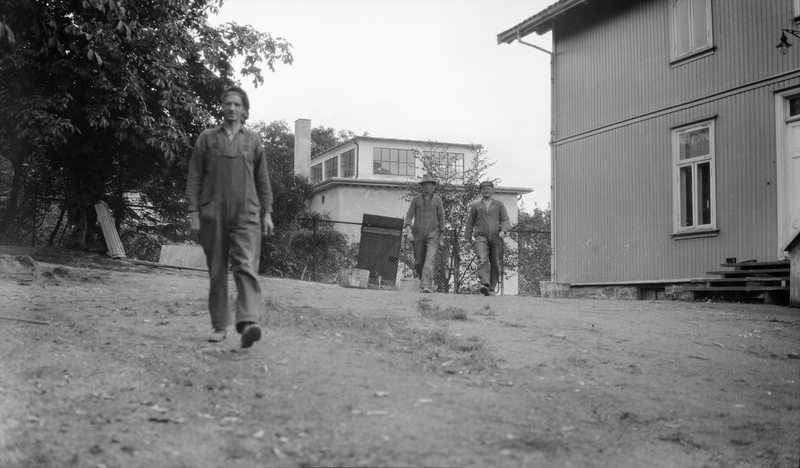
Ekely rond 1930, met Munchs Winteratelier op de achtergrond.

Ekely is een landgoed in Oslo waar de Noorse schilder Edvard Munch lange tijd zijn huis en atelier had. Munch kocht de 40 ha grond in 1916 van een tuinder en trok zelf in het uit 1870 daterende landhuis. Een uitbreiding, Winter Studio genaamd, werd in 1929 aangebouwd naar een ontwerp van architect Henrik Bull. In de diverse nevengebouwen liet Munch jonge kunstenaars wonen.
Munch overleed hier op 23 januari 1944. Hierna kwam Ekely in 1946 in handen van de gemeente Oslo, die er 44 nieuwe huizen op bouwde voor kunstenaars. Momenteel wonen er nog steeds veel kunstenaars. Munchs oorspronkelijke atelier is afgebroken, met uitzondering van zijn Winter Studio, die gebruikt wordt als expositieruimte. Het hoofdgebouw, Munchs oorspronkelijke woning, werd in 1960 afgebroken.